# برنامج الاختبار وإعداد التقارير الموحدة بكاليفورنيا
يقيس برنامج الاختبار وإعداد التقارير الموحدة (STAR) الأداء في اختبار التحصيل بولاية كاليفورنيا، الطبعة السادسة للدراسة الاستقصائية (CAT/6 Survey)، واختبار معايير المحتوى بولاية كاليفورنيا والتقييم الأسباني للتعليم الأساسي (SABE/2). ويمثل برنامج الاختبار وإعداد التقارير الموحدة حجر الزاوية لقانون المساءلة في المدارس الحكومية بـكاليفورنيا لعام 1999 (PSAA). الهدف الأساسي من قانون المساءلة هو مساعدة المدارس الحكومية في تحسين التحصيل الأكاديمي عند جميع الطلاب.
كل ربيع، يجب أن يتعرض طلاب ولاية كاليفورنيا بداية من الصف الثاني حتى الصف الحادي عشر إلى سلسلة من الاختبارات التي تتكون من برنامج الاختبار وإعداد التقارير الموحدة للولاية. ويجب إتمام هذه الاختبارات خلال عشرة أيام قبل أو بعد مرور 85% من السنة الدراسية.
وتم تصميم اختبارات المعايير بولاية كاليفورنيا (CSTs) لتُطابق معايير المحتوى الأكاديمي للولاية مع كل صف دراسي. وتغطي اختبارات الصف الثاني حتى الصف الثامن الرياضيات واللغة الإنجليزية / الفنون اللغوية (التي تتضمن الكتابة من الصف الرابع حتى الصف السابع). ويغطي محتوى الصف التاسع حتى الصف الحادي عشر اللغة الإنجليزية / الفنون اللغوية والرياضيات والعلوم. وتم إضافة اختبارات العلوم الاجتماعية التاريخية للصف الثامن والعاشر والحادي عشر إضافة إلى العلوم للصف الخامس والثامن. ما عدا اختبار الكتابة، وجميع الأسئلة متعددة الخيارات.
يستند نظام المساءلة الدراسية بولاية كاليفورنيا في الأصل فقط على الدرجات من CAT/6. عن طريق مؤشر الأداء الأكاديمي (API)، تقود الدرجات لتخصيص ملايين الدولارات في برامج التدخل ومنح الجوائز، حسب ازدهار ميزانية الدولة. (لم تمول الدولة برامج منح الجوائز أو التدخل بناءً على درجات اختبار 2002 أو 2003).
يشتمل مؤشر الأداء الأكاديمي الآن على نتائج نشأت أساسًا من اختبارات المعايير بولاية كاليفورنيا إضافة إلى اختبار التحصيل بولاية كاليفورنيا 6. وتعد نتائج امتحان التخرج من المدارس الثانوية بولاية كاليفورنيا (CAHSEE)، التي أخذها طلاب الصف العاشر في الفصل الدراسي 2001-2002، جزءًا من مؤشرات الأداء الأكاديمي للمدارس الثانوية. تُحسب درجات اللغة الإنجليزية/الفنون اللغوية بنسبة 10% والرياضة بنسبة 5%.

## معلومات تاريخية
على مدى ثلاثة عقود أخذ طلاب كاليفورنيا الاختبار نفسه على مستوى الولاية، وكان يُسمى برنامج التقييم بولاية كاليفورنيا CAP (برنامج التقييم بولاية كاليفورنيا). طلبت العديد من المناطق اختبارات إضافية، مثل CTBS (اختبار المهارات الأساسية بولاية كاليفورنيا).
في أوائل تسعينيات القرن الماضي، تم استبدال «برنامج التقييم بولاية كاليفورنيا» «بنظام تقييم التعليم بولاية كاليفورنيا» (CLAS)، والذي توقف في عام 1995 بسبب الجدل الذي أثير حول أجزاء من الاختبار. وفي السنوات القليلة المقبلة، حددت كل مدرسة حي اختباراتها التجارية الخاصة، حتى بدأ برنامج «الاختبار وإعداد التقارير الموحدة» في عام 1998. في هذا البرنامج يُجري جميع الطلاب تقريبًا من الصف الثاني حتى الصف الحادي عشر اختبار المعايير بولاية كاليفورنيا الذي يعكس معايير المحتوى الأكاديمي للولاية إضافة إلى الاختبارات الوطنية والاختبار القياسي كل عام. على كل مدرسة أن تُقدم تقريرًا بشأن درجات الطلاب للآباء، ويتم إصدار نتائج المجموعة في منتصف أغسطس.
ومن المفترض أن يتعرض جميع الطلاب للاختبار، مع استثناءات قليلة. قد يطلب الآباء من مدير المدرسة إعفاء الطالب من الاختبار.

## وصلات خارجية
- Understanding the STAR Program
- Academic Performance Index

‌